# Live-cd

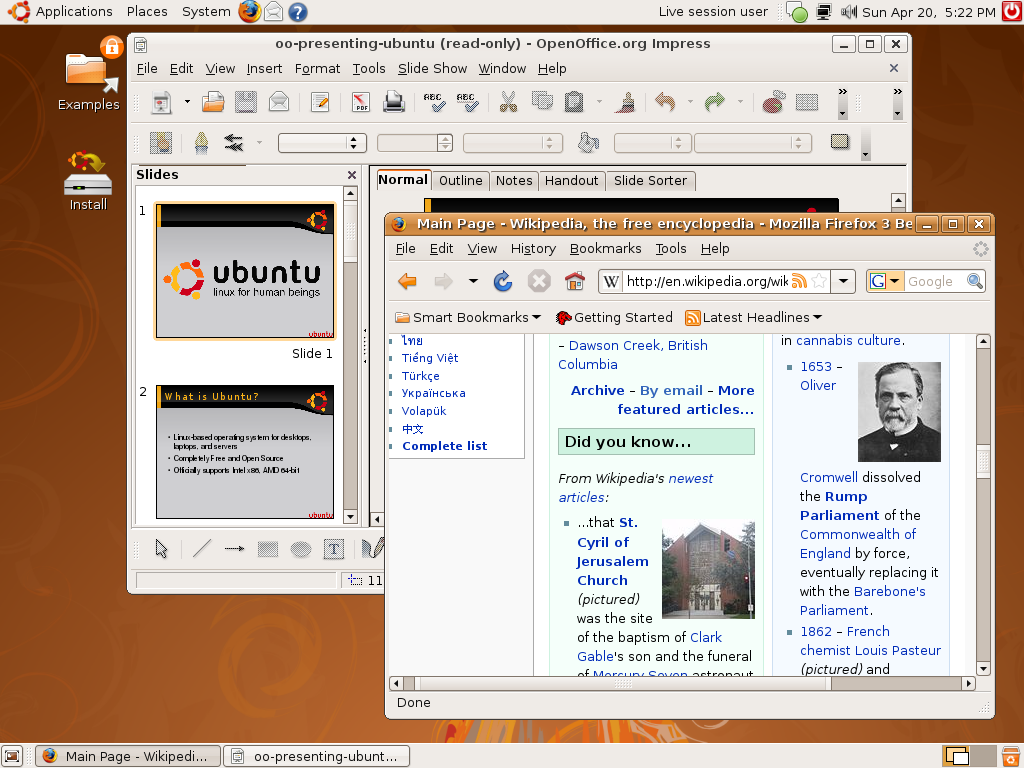
Ubuntu als Live-cd

Een live-cd is een besturingssysteem opgeslagen op een zelfstartende cd-rom. Het besturingssysteem kan worden gebruikt zonder installatie op een harde schijf. Na uitname van de cd-rom kan de computer weer normaal starten met het op de harde schijf aanwezige besturingssysteem. Naast live-cd's komen er steeds meer live-dvd's en andere live-systems. Daar past meestal meer op, voor het overige is de werking hetzelfde.

## Toepassingen
Een live-cd heeft de volgende toepassingen:
- De meest gebruikte toepassing is om kennis te maken met een ander besturingssysteem, zonder dat het eerst geïnstalleerd hoeft te worden.
- Een live-cd kan gebruikt worden ter controle van de computer. Doordat er niets op de harde schijf wordt geschreven, kunnen veilig de gegevens op de computer bekeken worden.
- Wanneer een computer vanwege technische of softwaregebreken niet meer goed van de harde schijf start (of zelfs helemaal niet meer wil starten), biedt de live-cd vaak uitkomst op twee manieren: 
  - Enerzijds kan men gewoon verder werken (onafhankelijk van de harde schijf);
  - Anderzijds kan men softwareproblemen op de harde schijf oplossen of belangrijke bestanden vanaf de harde schijf op bijvoorbeeld een USB-stick veiligstellen. De live-cd als probleemoplosser wordt ook wel "rescue cd" genoemd.
- Een live-cd kan gebruikt worden als reclamemateriaal, om bijvoorbeeld een presentatie te laten zien.
- Bij gebruik van computers die door meerdere personen worden gebruikt, kan men een live-cd gebruiken om altijd dezelfde systeeminstellingen te houden.

## Gebruik
Een live-cd start iedere keer op dezelfde manier. Het starten duurt wat langer, omdat alle aanwezige hardware afgezocht en ingesteld moet worden. Omdat een cd-rom langzamer is dan een harde schijf, is het werken met een live-cd wat langzamer.

Daarnaast kan het starten van programma's langer duren, omdat deze meestal gecomprimeerd op de schijf staan. 
Omdat de automatische herkenning van de hardware niet altijd goed gaat, hebben sommige live-cd's de mogelijkheid om bepaalde instellingen op een ander medium (diskette of USB-stick) te schrijven. Bij het starten worden dan de gegevens vanaf dat medium gebruikt.
Het nadeel van een live-cd is dat gegevens niet zomaar opgeslagen kunnen worden. Daar zijn verschillende oplossingen voor. Zo kan (een deel van) de harde schijf beschreven worden, zodat bijvoorbeeld gemaakte brieven gewoon opgeslagen kunnen worden. Daarnaast is het mogelijk om een live-cd te gebruiken in combinatie met een USB-stick of een diskette om nieuwe gegevens op te kunnen slaan.
Een bijzondere oplossing is de "multi-sessie live-cd", hierbij worden alle gewijzigde instellingen (zoals instellingen voor een printer) en de eigen documenten op dezelfde Live-cd geschreven bij het afsluiten van de computer. Puppy Linux bijvoorbeeld heeft die mogelijkheid. Op deze manier blijven instellingen en bestanden bewaard en is er geen verschil meer met werken op een harde schijf. Puppy Linux voegt daarbij steeds een nieuwe sessie toe aan de eenmalig beschrijfbare cd-rom, waardoor deze wel op een gegeven moment vol raakt.
Een andere oplossing is het gebruik van het bestandssysteem UnionFS waarbij niet alleen gewijzigde instellingen, maar ook compleet nieuw geïnstalleerde pakketten opgeslagen worden op een speciaal gebied van de harde schijf. Zo kan zelfs een live-cd opgewaardeerd worden.

## Soorten
Voor Linux bestaan vele live-cd's, waarvan Knoppix de bekendste is. Voor BSD bestaan ook Live-cd's, maar dit is minder gebruikelijk. 
- Linux
  - Gebaseerd op Debian, hier bestaan er zeer veel van.
    - Knoppix
    - Knoppix for Kids
    - Games Knoppix
    - Damn Small Linux
    - Gnoppix
    - Ubuntu/Kubuntu/Edubuntu
    - sidux

  - Gebaseerd op Slackware Linux
    - NimbleX
    - Nonux
    - SLAX

  - Gebaseerd op Mandrake
    - SAM
    - PCLinuxOS
    - MCNLive
- Berkeley Software Distribution (BSD)
  - DragonFly BSD
  - FreeSBIE
- Windows
  - BartPE (enkel voor eigen gebruik)
- Gebaseerd op Solaris
  - OpenSolaris

## Populariteit van Linux bij Live-cd's
Bij Live-cd's is Linux veruit het meest gebruikte besturingssysteem om de volgende redenen:
1. Er zijn verschillende vrij te gebruiken Linuxdistributies. Deze mogen door iedereen gratis worden gebruikt.
2. Linux is compatibel met alle typen bestandssystemen, en kan hiermee werken. Windows ondersteunt bijvoorbeeld HFS+ van Mac niet, en Mac kan geen gegevens naar NTFS van Windows schrijven (er wel vanaf lezen).
3. Linux gebruikt veel drivers voor hardware in de kernel of in bijgevoegde bestanden. Tijdens het opstarten kijkt Linux iedere keer opnieuw welke drivers nodig zijn. Daardoor zal Linux op veel computers werken, zonder dat een aparte driver geïnstalleerd hoeft te worden.

## Mogelijke vormen van een Live-cd
Een normale cd-rom met 650 MB of 700 MB heeft voldoende ruimte voor een besturingssysteem met een webbrowser, een tekstverwerker, e-mail, etc. Het is natuurlijk ook mogelijk om een dvd van 4,7 GB of 8,5 GB te gebruiken, waardoor veel meer programma's op de schijf geplaatst kunnen worden.

## Live USB
Vanaf ongeveer 2003 hebben USB-sticks voldoende geheugen om daarop ook een volledig zelfstartend besturingssysteem te plaatsen. De meeste computers kunnen vanaf 2005 opstarten vanaf een dergelijke USB-stick (dit vereist meestal een kleine aanpassing in het BIOS). Zo'n USB-stick wordt Live USB genoemd.
De live-cd wordt in 2010 nog veel gebruikt. Maar steeds meer wordt de USB-stick gebruikt om een besturingssysteem op te plaatsen. Bij Ubuntu, een populaire Linuxdistributie, is een optie in het menu aanwezig om een opstartbare USB-stick te maken. Er is echter nog geen gestandaardiseerde manier om van een bestand dat gedownload is een opstartbare USB-stick te maken. Hiervoor wordt meestal een programma gebruikt, gericht op een bepaald besturingssysteem. Er zijn echter ook universele programma's beschikbaar zoals UNetbootin of Universal USB Installer.